# Andrzej Matynia (dziennikarz)

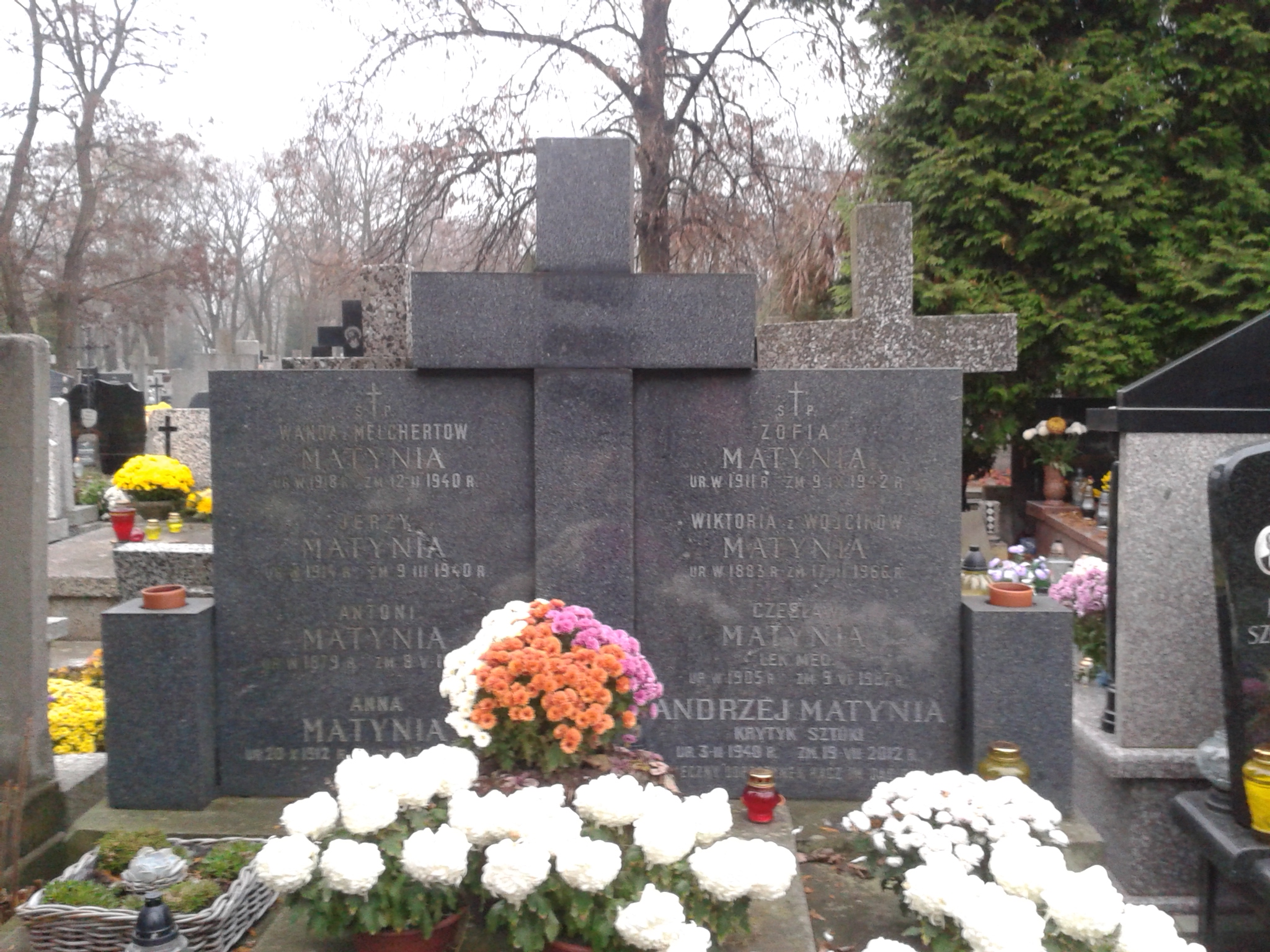
Grób Andrzeja Matyni na cmentarzu Bródnowskim

Andrzej Matynia (ur. 3 lutego 1940, zm. 19 lipca 2012 w Warszawie) – polski historyk i krytyk sztuki, dziennikarz i publicysta radiowy i telewizyjny.
Ukończył historię sztuki na Uniwersytecie Warszawskim, od kwietnia 1967 pracował w Polskim Radio, w III programie był pracownikiem Redakcji Magazynów i Reportaży. Był autorem programów o sztuce i twórczości współczesnej, o plastyce i teatrze. W 1977 rozpoczął współpracę z Telewizją Polską, przygotowywał m.in. materiały do programu „Pegaz”. Pracując w Redakcji Reportaży i Filmów Dokumentalnych i Redakcji Telewizji Edukacyjnej przygotowywał programy o teatrze i sztukach plastycznych.
Został pochowany na cmentarzu Bródnowskim (kw. 18H-6-7).